# サーシャ・ピヴォヴァロヴァ
サーシャ・ピヴォヴァロヴァ （Sasha Pivovarova, 本名：アレクサンドラ・ピヴォヴァロヴァ/Alexandra Pivovarova/Александра Пивоварова, 1985年1月21日 - ）は、ロシア・モスクワ出身のファッションモデル、芸術家。ジェマ・ワードと顔立ちが似ておりよく比較されるが、ジェマよりも線が細い印象のモデルで、フェアリー系とも一部で呼ばれる。身長174センチ。

## モデル活動
モデルになろうとは考えたこともなかったが、モスクワの大学生だった当時の友人で現在の夫イーゴリ・ヴィシニャコフ（写真家）が彼女の写真をモデル・エージェンシーIMGに送ったところ、契約となった。IMGと契約後、わずか2週間でミウッチャ・プラダの目にとまり、2005年にプラダは独占契約を結び、秋冬のランウェイでデビュー、トップモデルへのプラチナチケットとなる、プラダのファーストルックを歩いたことで注目を集めた。
2005年秋にプラダのキャンペーンモデルとなった。以後5シーズンに渡ってプラダの顔を務めており、ミウッチャ・プラダのミューズと言われている。他に、シャネル、ヴァレンティノ・ガラヴァーニ、ルイ・ヴィトン、グッチ、ジョルジオ・アルマーニでもモデルをつとめている。
また、2009年までに全てのビック･メゾンの仕事に関わった。
2007年5月にアメリカ版『ヴォーグ』においてドウツェン・クロース、キャロライン・トレンティーニ、ラケル・ジマーマン、アギネス・ディーン、ジェシカ・スタム、ココ・ロシャ、ヒラリー・ローダ、シャネル・イマン、リリー・ドナルドソンらと並んで「新しいスーパーモデル」として紹介された。
2009年のModels.comのスーパーモデルランキングでは、2位にランクイン。2010年は3位。
2009年1月にフランス版『ヴォーグ』により2000年代を代表するトップモデル30のうちの1人であると発表された。
各国『ヴォーグ』の表紙にたびたび登場している。写真家スティーヴン・マイゼルのお気に入りとして、イタリア版の表紙には5回、登場している。
2006年から2011年末まで『ヴォーグ』のカバーを飾った回数は32回にのぼる。
表現力が豊かで多様性のあるモデルと評価が高く、ティム·ウォーカー、マリオ·ソレンティ、マリオ・テスティーノ、パトリック·デマルシェリエ、などの有名写真家のお気に入りモデルとして何度も指名されている。
2011年に発行されたヴォーグのクリエイティヴ・ディレクター、ロビン・デリックの著書である『ヴォーグ・モデル』で、創刊90年以上にも及ぶ『ヴォーグ』の歴史の中でファッション史に名を残す伝説のモデル97人のひとりにあげられている。
同年にはハリウッド映画「In Time」に出演。
さらに蛯原友里、小嶋陽菜、水原希子、ゲイリ・ライ、およびアンナ・ケイの5名と並んで、資生堂のヘアケアブランド『TSUBAKI（ツバキ）』の新たなミューズに就任。12月からさっそく同ブランドのテレビコマーシャルに登場している。
2016年には写真家のSteven Meiselが撮影したプラダの2016年春夏キャンペーンに、Natalia Vodianovaとオランダからの新人Yasmin Wijnaldumと共に再びモデルとして起用された。同年Max Maraの春夏キャンペーンのモデルにも起用された。

## アーティスト活動
母親の影響により幼い頃から芸術を学んでおり、6歳からアートクラスに通い始める。
『他の女の子達がお人形で遊んでるときに、私はペンで遊んでいたの。』と語っている。
CNNのインタビューで、仕事の中で一番好きなのは旅行と写真を撮ることと答えている。芸術と読書が大好きで、住まいのあるニューヨーク・ブルックリンにはスタジオを所有しており、絵画を学ぶ学生でもある。バッグの中には絵を描くための道具が入っており、ホテルやバックステージで描いていることもあるとのこと。
描画には、鉛筆や絵の具のほかに、ワインやコーヒー、口紅なども使う。また、スケッチブックや画用紙などは、再生紙を使用している。
2008年にはパリとニューヨークでカール・ラガーフェルドの支援を受けて個展を開く。またシャネルの子供向けに作られた絵本の挿絵のオファーを受けたりと、芸術家としても活動の場を広げている。
カール・ラガーフェルド、ミウッチャ・プラダ、ジャンバティスタ・ヴァリ、ジャン＝ポール・ゴルチエなどが絵を所有している。また、カール・ラガーフェルド、ミウッチャ・プラダはアーティスト活動の支援をしている。

## 私生活
兄1人、弟と妹の4人兄弟の長女である。
長年の友人で写真家のイーゴリ・ヴィシニャコフと2006年に結婚。その後、正式な結婚式はタイで行われた。
夫のイーゴリ・ヴィシニャコフが敬虔な仏教徒であったため、自身も結婚を機に仏教に改宗。タイでの結婚式は仏教式で行われた。また、ブルックリンの自宅には仏像がある。
2009年6月アメリカ版の『ヴォーグ』では夫や家族、友人のジェシカ・スタムやイリナ・クルコヴァらと結婚式のシーンを再現した。
12歳からベジタリアンであるが、肉料理を作ることは出来る。弟妹のためにボルシチを作ることもある。
友人が多く、特にモデルのヴラダ・ロスリャコヴァ、スネジャナ・オノプカ、ナターシャ・ポーリー、マリナ・リンチュクと仲がよい。また、ララ・ストーンやジェシカ・スタムやイリナ・クルコヴァも友人関係にある。
ミラ・ジョヴォヴィッチは最も尊敬するモデル（女優）であり、友人でもある。
慈善活動にも取り組んでおり、2008年に行った個展の収益を児童福祉団体に寄付している。2009年にロシアの児童福祉協会（RCW）チャリティに参加し、事故や病気で顔の復顔を必要とする子供たちや、孤児のための支援を呼びかけた。2011年には、フレジャ・ベハの呼びかけに賛同し、「Doctors Without Borders（国境なき医師団）」に自身の一日分の給与を寄付した。
自身の生活では、節水やゴミを減らすことを心がけている。また、自宅には自身が仕事先のパリのホテルで使用したナプキンやショッピングバッグなどを再利用して作った人形などが飾られており、日常からリサイクルを心がけている。
2011年12月に妊娠を発表。出産と育児のため、1年間はモデル活動を休止。